# 龍景亨
龍景亨（14世紀—15世紀），字伯通，湖廣武昌府蒲圻縣人，明朝政治人物。

## 生平
龍景亨是永樂三年（1405年）的舉人，四年（1406年）聯捷進士，獲授監察御史，他遇事敢言、品行清正，在龍江關監稅立法至嚴，他人不能侵犯，以天年去世。當時御史羅弘以廉潔著名，御史陳文禮為明察著名，他則以嚴謹著名，人稱「臺中三直」。

## 引用
1. 1 2  同治《蒲圻縣志·卷七·人物志》：龍景亨，字伯通，永樂丙戌進士，性資英毅，孤抗不能容物，授監察御史監稅龍江關，立法至嚴，人不能犯，以壽終，先是羅洪【羅弘】為御史以廉稱，陳文禮為御史以明稱，暨景亨以嚴稱，臺中號三直。
2. ↑  《古今圖書集成·明倫彙編·氏族典·第三十六卷》：龍景亨 按《蒲圻縣志》 景亨，字伯通，永樂三年中鄉試，明年登林環榜進士。初授監察御史，監稅龍江關，立法至嚴，人不能犯，以壽終。
3. ↑  四庫全書《湖廣通志·卷五十一·人物志》：龍景亨，字伯通，蒲圻人，永樂丙戌進士，性英毅，遇事敢言，孤介不能容物，授監察御史，榷稅龍江，人不敢犯，與羅弘、陳文禮稱「臺中三直」。